# 박경조
박경조(1944년 1월 28일 ~ )는 성공회 주교이다. 세례명은 프란시스이며, 서울교구장, 한국기독교교회협의회 회장을 역임한 바가 있다.

## 경력사항

### 사목
통영고등학교와 고려대학교, 성 미카엘 신학원(성공회대학교의 전신)을 졸업하였으며, 1975년 10월 성공회 사제서품을 받았다. 1970년대 군사정권에 반대하는 민주화운동에 참여했고, 성북성당(현, 도봉성당), 대학로성당, 수원성당, 도봉성당, 서울주교좌성당에서 사목하였다.
2004년 6월 29일 前 서울교구장 겸 관구장이었던 정철범(마태)주교의 뒤를 이어, 4대 서울교구장으로 활동하다가, 2009년 1월 14일 정년(65세)은퇴하였다.

### 사회참여와 에큐메니컬 운동 기여
사목기간동안 박경조 주교는 사회참여(한반도 대운하 건설 반대설교), 다른 종교 및 개신교와 협동한 사회봉사활동 등의 활동을 하였으며, 회원교단마다 회장을 돌아가면서 역임하는 한국 기독교 교회협의회의 전통에 따라 2006년에는 교회협의회 회장으로 일하기도 하였다. 당시 박경조 주교는 보수적인 한국 기독교 총연합회와 진보적인 한국 기독교 교회협의회간의 부활절 연합예배, 그리스도인 일치 기도 주간제정으로 한국 기독교의 에큐메니컬 운동에 기여하였다.
현재 박경조 주교는 김성수 주교(성공회대 총장), 2009년 1월 15일부터 박경조 주교의 뒤를 이어 성공회 서울교구장으로 사목하고 있는 김근상 주교와 더불어 성공회를 진보적인 교회로 자리매김하는 데 크게 기여한 ‘스타 주교’중 한 사람으로 평가받고 있다.
영성 운동
박경조 주교는 현재 한국샬렘영성훈련원(Shalem Korea)의 공동대표로 활동하며 한국의 영성 운동에 기여하고 있다.

## 같이 보기
- 대한성공회
- 에큐메니컬 운동

## 보도 자료
- 성공회신문 2004년 7월 1일자 기사
- 박경조 주교에 대한 동아일보 기사[깨진 링크(과거 내용 찾기)]
- 박경조(프란시스)주교의 홈페이지[깨진 링크(과거 내용 찾기)]